# Hitze

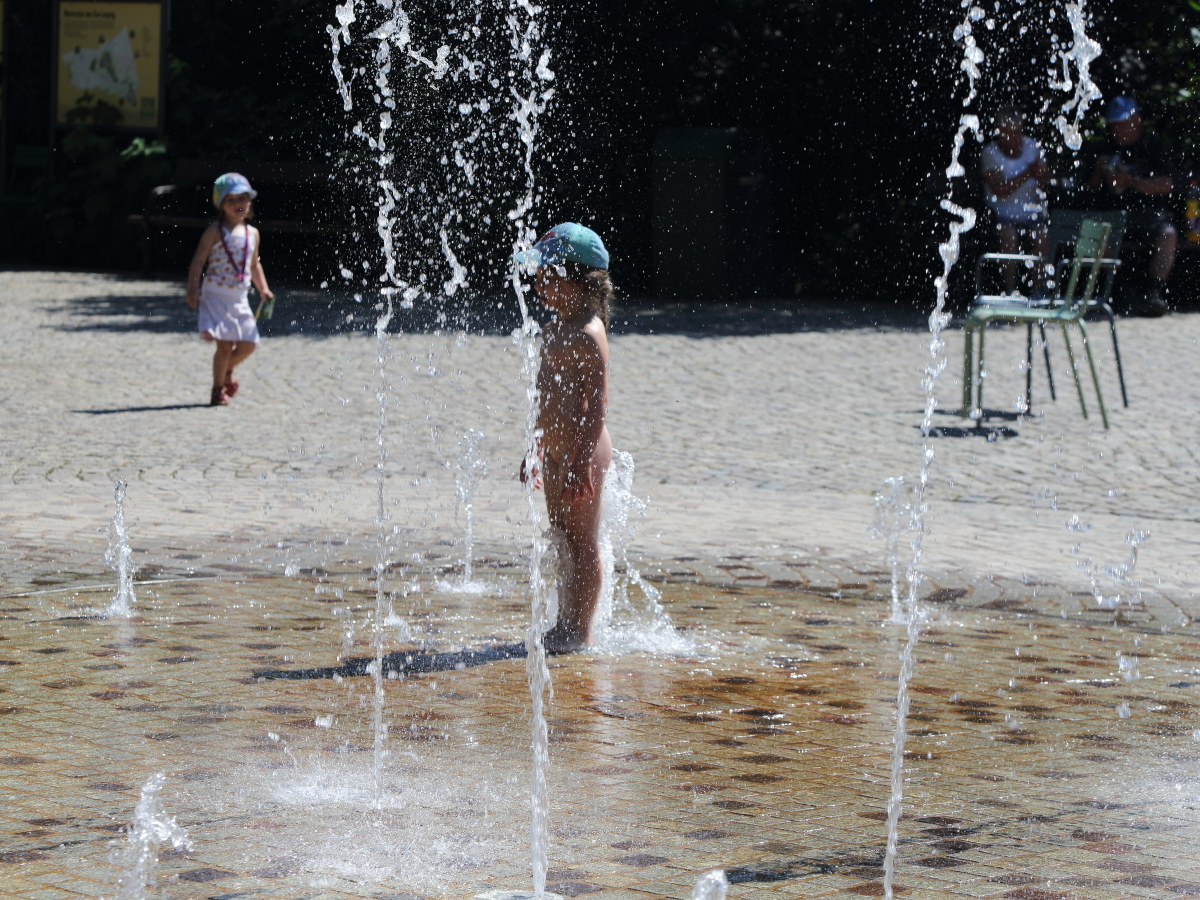
Sommerhitze

Den Begriff Hitze verwendet man für eine als ungewöhnlich hoch empfundene Temperatur. Den Prozess oder den Zustand von zu viel Hitze bezeichnet man als Überhitzung.

## Begriff
Oft wird Hitze auch als Wärme bezeichnet, was physikalisch-technisch jedoch falsch ist: Hitze ist ein Zustand, der durch eine Zustandsgröße beschrieben wird, die Temperatur. Dagegen drückt der Begriff Wärme keinen Zustand, sondern eine Veränderung der Temperatur aus. Dementsprechend wird Wärme auch nicht durch die Temperatur, sondern die übertragene thermische Energie gemessen, also eine den Zustand verändernde Vorgangsgröße.
Von Hitze spricht man beispielsweise bei einer hohen Lufttemperatur, besonders in den Tropen und Wüsten, in den jeweiligen Sommermonaten jedoch auch noch in Subtropen und gemäßigten Breiten. Der Begriff wird dabei ganz allgemein als Ausdruck für ungewöhnlich hohe Lufttemperaturen verwendet, meteorologisch als Hitzeanomalie bezeichnet.
In der Meteorologie spricht man in den mittleren Breiten bei Tagen mit einer Tageshöchsttemperatur von über 25 °C von einem Sommertag, bei über 30 °C von einem heißen Tag (Hitzetag, Tropentag) und bei über 35 °C von einem Wüstentag. Eine ungewöhnlich lange Phase von aufeinander folgenden heißen Tagen bezeichnet man auch als Hitzewelle. Diese können große Schäden anrichten und im Extremfall auch in den gemäßigten Breiten einen Jahrhundertsommer bedingen. Hitzewellen und Dürren sind oft miteinander verbunden, es gibt aber auch niederschlagsreiche Hitzeperioden, und Dürren bei gemäßigten Temperaturen.
Die empfundene Hitze ist jedoch vielmehr ein Ausdruck für die gefühlte Temperatur, welche von der gemessenen Lufttemperatur und zusätzlich unter anderem von der Windgeschwindigkeit (Windchill) und der Luftfeuchtigkeit (Hitzeindex) abhängt. Die Umgebungstemperatur wird bei Windstille und/oder feuchter Luft deutlich höher empfunden als bei trockener oder bewegter Luft, weil dann der Körper nicht mehr so gut Wärme durch das Schwitzen abführen kann.
Zudem bezeichnet jeder Mensch aufgrund seines subjektiven Temperaturempfindens eine andere Temperatur als Hitze, Kälte oder angenehme Temperatur, wobei Temperaturen über 26 °C in vielen Fällen als „zu warm“ empfunden werden und typische Optimalwerte im Bereich von 20 bis 22 °C und 50 bis 60 % relativer Luftfeuchte liegen. Bei zu hoher Wärmebelastung besteht die Gefahr eines Hitzeschadens.
Hilfreiche Maßnahmen bei großer Hitze sind die Vermeidung von körperlichen Anstrengungen, ausreichendes Trinken von temperierter, nicht kalter Flüssigkeit (Wasser, Mineralwasser, Tee), ein Fußbad mit kaltem Wasser sowie der Verzicht auf Strümpfe, das Tragen luftiger Kleidung und der Aufenthalt im Schatten.

## Etymologie
Das altgerm. Adjektiv mhd., ahd. heiȥ ist mit der balt. Sippe von lit. kaitrùs „heiß, brennend, sengend“ verwandt. Der germ.-balt. Übereinstimmung liegt eine Erweiterung von idg. kā̌i- zugrunde. Das Wort mhd. hitze, ahd. hizz[e]a ist eine ablautende Substantivbildung dazu.